# Iglesia de la Transfiguración del Señor (Gomecha)
La iglesia de la Transfiguración del Señor es un templo situado en el concejo de Gomecha, en el municipio español de Vitoria.

## Descripción

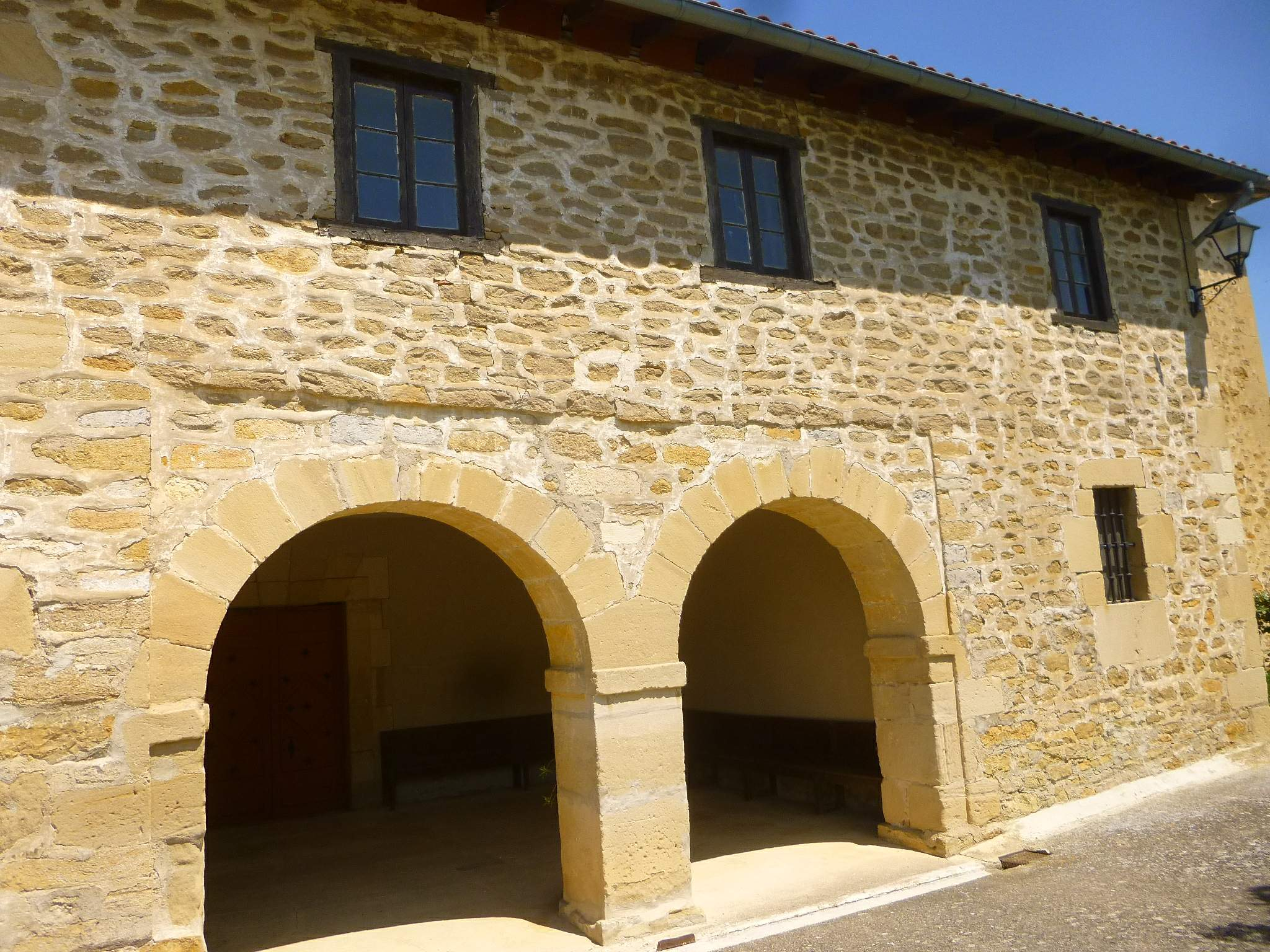
Vista de la iglesia

El edificio se encuentra en el concejo alavés de Gomecha, en la comunidad autónoma del País Vasco. Se menciona como iglesia parroquial del lugar en el Diccionario geográfico-estadístico-histórico de España y sus posesiones de Ultramar de Pascual Madoz, donde se dice que a mediados del siglo XIX estaba «dedicada á la Transfiguracion del Señor, y servida por un beneficiado cura con título perpetuo». Décadas después, ya en el siglo XX, Vicente Vera y López vuelve a reseñarla en el tomo de la Geografía general del País Vasco-Navarro dedicado a Álava con las siguientes palabras: «Su parroquia, rural de segunda clase, pertenece al arciprestazgo de Armentia y está dedicada á la Transfiguración del Señor».
Los registros sacramentales de bautismos, matrimonios y decesos generados por la parroquia de la Transfiguración del Señor desde el siglo XV hasta el final del XIX se conservan con los del resto de iglesias de la provincia en el Archivo Histórico Diocesano de Vitoria, donde pueden consultarse.